# スーザナ・デュイム
スーザナ・デュイム（カルメン・スーザナ・デュイム・スビジャガ, Carmen Susana Duijm Zubillaga、1936年8月11日 - 2016年6月18日）は、ベネズエラの女優・テレビ司会者・モデル。1955年、ミス・ワールドで優勝（ベネズエラ代表として、またラテンアメリカ諸国代表として初）。

## 経歴
父Abraham Duijmはオランダ領ギアナ（現・スリナム共和国）のユダヤ移民。油井を専門とする技術者。母Carmen Zubillagaはベネズエラ人。1936年8月11日、アンソアテギ州Aragua de Barcelonaに生まれる。カラカス出身とする資料もある。
1950年までアルバに暮らす。そこで英語、パピアメント語、オランダ語を覚える。サントメにあるMene Grande Oil Companyの学校を卒業。その後帰国、カラカスに暮らす。
1955年7月9日、ミランダ州を代表してMiss Venezuela 1955に出場。優勝。
1955年7月22日、ミス・ユニバース1955に出場。トップ15に残る。
1955年10月20日、ミス・ワールド1955に出場。優勝。ミス・ワールドの参加費用（旅費・滞在費）については名親のCarola Reverón de Behrensに援助を乞う。
ミス・ワールドはこの年から公式のクラウンを使用。彼女は"戴冠された初のミス・ワールド"とも呼ばれる。ただし戴冠したのはミス・ワールド1954のアンティゴネー・コスタンダではなく、英国の女優ユーニス・ゲイソン。スエズ運河をめぐってエジプトと英国の間に緊張が高まっていたため、コスタンダは出席できなかった。賞金500ポンド、銀のトロフィー、コンバーチブルを受け取る。
帰国前にパリに滞在する。スタイリストのAlexandre de Parisにスタイリングしてもらい、デザイナーのオレグ・カッシーニのモデルをつとめる。髪型が気に入らなかったのか彼女はすぐに元に戻したため、フランスの雑誌Paris Matchに"Carmen la salvaje"（「カルメン・ザ・ワイルド」）というあだ名を付けられる。
1955年11月1日、カラカスの空港に降り立つ。

### その後
ミスコン女王としての肩書は、女優及びテレビ司会者としてのキャリア開始に寄与した。
アレパの一種に、reina pepiadaというものがあるが、これはスーザナにちなむ。pepiadasは(英)curvyな女性のニックネーム。
| 年   | タイトル               | 役                                      | 備考             |
| ---- | ---------------------- | --------------------------------------- | ---------------- |
| 1961 | Tropico di notte       | Herself (as Susanna Dujim)              | ドキュメンタリー |
| 1959 | Yo y las mujeres       |                                         |                  |
| 1961 | El jinete enmascarado  | Susana Duin                             |                  |
| 1962 | El justiciero vengador | Mecedes (元ミス・ワールド Susana Duin ) |                  |
| 1979 | Reconcomio             |                                         |                  |

（出典：）

### 死
2016年以降ヌエバエスパルタ州のマルガリータ島に暮らす。
2016年6月18日、脳卒中により死去。享年79。

## 私生活とゴシップ
米国の俳優ジョージ・ハミルトンと交際したこともあるが、結局アルゼンチンの編集者Martín Cerrutiと結婚。3人の子を儲ける。
1983年11月17日、娘のCarolina Cerrutiは、ベネズエラを代表してミス・ワールド1983に出場。